# Love Laughs at Locksmiths; or, Love Finds a Way
Love Laughs at Locksmiths; or, Love Finds a Way è un cortometraggio muto del 1913 scritto e diretto da Ralph Ince.

## Produzione
Il film fu prodotto dalla Vitagraph Company of America.

## Distribuzione
Distribuito dalla General Film Company, il film - un cortometraggio di 200 metri - uscì nelle sale cinematografiche statunitensi il 26 marzo 1913. Nelle proiezioni, veniva programmato con il sistema dello split reel, accorpato in un'unica bobina con un altro cortometraggio prodotto dalla Vitagraph, il documentario In Old Quebec.